# Wehrkreis V
Het Wehrkreis V (Stuttgart)  (vrije vertaling: 4e militaire district (Stuttgart)) was een territoriaal militaire bestuurlijke eenheid tijdens de Weimarrepubliek, en later van het nationaalsocialistische Duitse Rijk. Het bestond vanaf 1919 tot 1945.
Het Wehrkreis V (4e militaire district) was verantwoordelijk voor de militaire veiligheid van zijn gebied en de bevoorrading en training van delen van het leger van de Reichswehr of de Wehrmacht in het gebied.

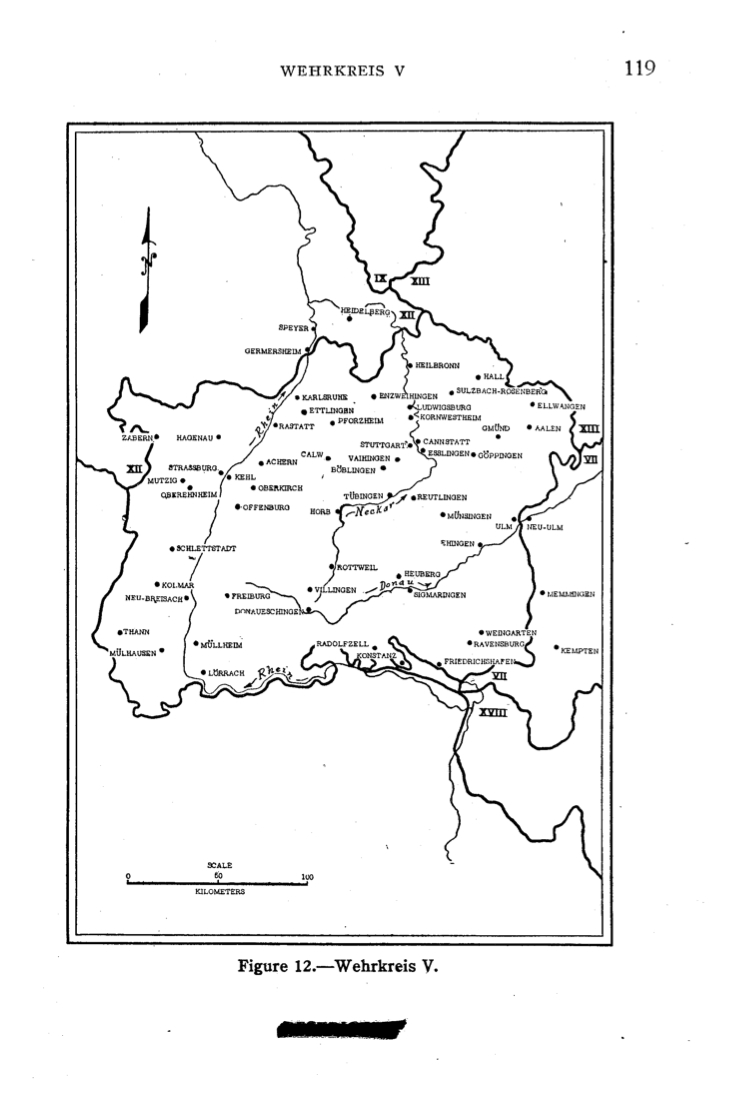
Kaart van het Wehrkreise V in 1944.

Het Wehrkreis V  (4e militaire district) omvatte Baden. Het hoofdkwartier van het Wehrkreis IV  (4e militaire district) was gevestigd in Stuttgart.
Het Wehrkreis V  (4e militaire district) werd opgedeeld in drie Wehrersatzbezirk (vrije vertaling: drie reserve militaire districten) Stuttgart, Ulm en vanaf 1940 Straatsburg.

## Bevelhebbers[2]
| Rang                      | Naam                    | Begin                               | Eind                       | Opmerking |
| ------------------------- | ----------------------- | ----------------------------------- | -------------------------- | --------- |
| General der Infanterie    | Walter von Bergmann     | 8 oktober 1919                      | 8 april 1920 - 16 mei 1920 |           |
| Generalleutnant           | Walther Reinhardt       | 16 mei 1920                         | 31 december 1924           |           |
| Generalleutnant           | Ernst Hasse             | 1 januari 1925                      | 31 januari 1927            |           |
| Generalleutnant           | Hermann Reinicke        | 1 februari 1927                     | 30 september 1929          |           |
| Generalleutnant           | Hans Seutter von Lötzen | 1 oktober 1929                      | 30 november 1931           |           |
| Generalleutnant           | Curt Liebmann           | 1 december 1931                     | 31 juli 1934               |           |
| Generalleutnant           | Hermann Geyer           | 1 augustus 1934                     | 30 april 1939              |           |
| General der Infanterie    | Richard Ruoff           | 1 mei 1939                          | 26 augustus 1939           |           |
| General der Infanterie    | Erwin Osswald           | 26 augustus 1939 - 1 september 1939 | 31 augustus 1943           |           |
| General der Panzertruppen | Rudolf Veiel            | 31 augustus 1943 - 1 september 1943 | 21 juli 1944               |           |
| General der Infanterie    | Hans Schmidt            | 21 juli 1944                        | November 1944              |           |
| General der Infanterie    | Maximilian Felzmann     | 15 april 1945                       | 8 mei 1945                 |           |

## Politieautoriteiten en SD-diensten
Höherer SS- und Polizeiführer (HSSPF):
- Otto Hofmann (20 april 1943 - 8 mei 1945[14])

Befehlshaber der Ordnungspolizei (BdO):
- Kurt Petersdorff (1 januari 1944 - mei 1945[15])
- Johann Klepsch[16]

Inspekteur der Ordnungspolizei (IdO):

## Höhere Kommandeur der Kriegsgefangenen
- SS-Obergruppenführer en Generaal in de politie Otto Hofmann (1 oktober 1944 - 21 december 1944[17][18])